# Хаясі Йосікі
Хаяші Йошікі (яп. 林 佳樹), нар. 20 листопада 1965) — японський музикант, автор пісень, композитор і продюсер. Він найбільш відомий як лідер і співзасновник рок-гуртів X Japan і The Last Rockstars, у яких він є барабанщиком, піаністом і автором пісень. Billboard назвав його «музичним новатором» і «одним із найвпливовіших композиторів в історії Японії». На чолі з Йошікі X Japan продала понад 30 мільйонів альбомів і синглів і розпродала Tokyo Dome на 55 000 місць рекордні 18 разів.
Сольна кар'єра Йошікі включає кілька класичних студійних альбомів і співпрацю з такими артистами, як Джордж Мартін, Боно, will.i.am, Дженніфер Гадсон, St. Vincent, Стен Лі, Роджер Тейлор і Браян Мей з Queen, Джин Сіммонс і KISS, Ніколь Шерзінгер та Сарою Брайтман. Також він є автором композиції, присвяченої до десятої річниці правління імператора Японії, офіційної пісні для Всесвітньої виставки 2005, саундтреків до голлівудських фільмів та офіційної пісні для премії «Золотий глобус».Він був першим азійським музикантом, що виступав у найбільших музичних залах світу, включаючи Madison Square Garden, Wembley Arena, а також виступав із сольними виступами в Carnegie Hall. Також написав саундтреки для аніме Attack on Titan, фільмів «Пила 4» та «Ріпо! Генетична опера».

## Біографія

### 1965-1982: Ранні роки
Йошікі народився 20 листопада 1965 року в місті Татеяма, префектура Чіба, першим сином у родині музикантів і власників магазину кімоно. Його батько був джазовим піаністом, мати грала на самісен, а тітка грала на кото. Коли йому виповнилося 4 роки, батько купив йому фортепіано, і він почав брати уроки гри ньому. У початковій школі він грав на трубі в духовому оркестрі, а приблизно в десять років почав складати композиції для фортепіано. Через те, що в дитинстві він страждав від важкої форми астми, він був змушений проводити багато часу в лікарні. У лікарняній палаті він любив читати дитячі біографії великих людей, які батько приносив для нього, і особливо цікавився труднощами життя Бетховена, який написав багато відомих пісень, попри те, що частину свого життя був глухим.
Йому було 10 років, коли його батько покінчив життя самогубством. Тоді Йошікі відкрив для себе рок-музику, що допомогло йому в той час. Він дізнався про хард-рок гурт KISS і почав вчитися грати на барабанах та гітарі. На Йошікі також вплинули такі виконавці, як: Led Zeppelin, Iron Maiden, Sex Pistols, Девід Бові, Queen, The Beatles. Разом зі своїм другом дитинства Тоші в 11 років створив групу під назвою Dynamite. Через рік Dynamite змінив назву на Noise.

### 1982–1997:X Japan
Коли Noise розпалися в 1982 році, Йошікі і Тоші створили новий гурт, назву для якого вони не змогли придумати і тимчасовою назвою обрали X, але вона так і не змінилася. У 1986 році Йошікі заснував власний незалежний лейбл Extasy Records для запису і поширення музики гурту. 26 грудня 1987 року гурт взяв участь у прослуховуванні, проведеному CBS/Sony. Після чого вони підписали з ними контракт у серпні наступного року. Прорив гурту стався в 1989 році з випуском їхнього другого, головного дебютного альбому Blue Blood, який досяг шостого місця в чарті Oricon і лишався у чартах понад 100 тижнів. У 1990 році група отримала нагороду «Новий виконавець року» на 4-й церемонії вручення премії Japan Gold Disc Awards. У 1991 році вони випустили альбом Jealousy, який розійшовся мільйонами тиражів, і були першим японським метал-гуртом, який виступив на найбільшому японському закритому концертному майданчику Tokyo Dome. Наступного року вони оголосили про перейменування гурту на X Japan, щоб розпочати міжнародну кар’єру з випуску альбому в Америці, однак цього не сталося.

### 1991–1999: Сольна творчість іEternal Melody
Того ж року він почав свою сольну діяльність за межами X Japan. Співпрацював із Тецуя Комуро для рок-гурту V2 з концертом 5 грудня в Tokyo Bay NK Hall і синглом «Haitoku no Hitomi ~Eyes of Venus~/Virginity» (背徳の瞳〜Eyes of Venus〜) у січні 1992 року, який досяг другого місця в чартах. 12 грудня Йошікі випустив свій перший сольний альбом, збірка Yoshiki Selection, який включає класичні твори.
У 1992 році він купив студію звукозапису в Лос-Анджелесі. Extasy Recording Studios стала місцем запису майже всіх його проєктів, поки він не продав її у 2010-х роках. На початку 1990-х років на його лейблі звукозапису дебютують гурти Glay і Luna Sea з мільйонними продажами.
21 квітня 1993 року він випустив свій перший оригінальний сольний альбом, класичний студійний альбом Eternal Melody, який виконав Лондонський філармонічний оркестр і спродюсував продюсер The Beatles Джордж Мартін. Окрім оркестрових аранжувань пісень X Japan, він також містив дві нові пісні. Альбом досяг 6 місця в чартах. 3 листопада були випущені сингли «Amethyst» і «Ima wo Dakishimete» (今を抱きしめて), які досягли п'ятого і третього місць у чартах відповідно. У 1994 році він отримав нагороду «Excellence Award» на 36-й церемонії вручення премії Japan Record Awards.
У 1994 році Йошікі працював з барабанщиком Queen Роджером Тейлором над піснею «Foreign Sand», для якої Роджер написав слова, а Йошікі музику. Вони виконали пісню на The Great Music Experience у травні, де було представлено багато інших японських і західних музикантів. Сингл був випущений у червні, і досяг п'ятнадцяти найкращих в Японії та 26-го у Великобританії. Того ж місяця був випущений триб'ют-альбом Kiss «Kiss My Ass», для якого Йошікі зробив оркестрове аранжування пісні «Black Diamond» у виконанні Американського симфонічного оркестру.
Із зростанням популярності X Japan, Йошікі та гурт співпрацювали з Mugen Motorsports і спонсорували гонщика Кацумі Ямамото, який виступав за команду «X Japan Racing» у сезоні Formula Nippon 1995 року. У сезоні 1996 року вони спонсорували Ральфа Шумахера, і він, і команда виграли чемпіонат. У 1997 році Тоші вирішив покинути гурт, заявивши, що орєнтоване на успіх життя рок-зірки не задовольнило його емоційно. Про розпуск групи було офіційно оголошено у вересні 1997 року. X Japan зіграли своє прощальне шоу в Tokyo Dome 31 грудня 1997 року, зробивши його останнім із п'яти послідовних новорічних шоу на цьому стадіоні. Незабаром після цього, у травні 1998 року, гітарист гурту Хіде помер, і Йошікі пішов з публічної сцени, оскільки він боровся з суїцидальними думками та зрештою звернувся за допомогою до психіатра.
Йошікі продовжував бути активним продюсером таких гуртів, як Dir En Grey, і написав кавер-версію пісні для триб’ют-альбому Хіде 1999 року, Tribute Spirits. 12 листопада 1999 року в Токійському імператорському палаці відбулося святкування на честь десятої річниці сходження на престол імператора Акіхіто, для якого на прохання королівської сім'ї Йошікі склав і виконав пісню «Anniversary».

### 2000–2009:Eternal Melody II, Violet UK і S.K.I.N.
У 2000 році він розширив свій лейбл за допомогою підрозділів Extasy Japan і Extasy International у співпраці з Warner Music і продюсував кількох виконавців. У 2000 році він співпрацював з 7-Eleven над серією телевізійних рекламних роликів, для яких він надав пісні «Blind Dance» і «The Other Side» свого сольного музичного проєкту Violet UK. За два роки до цього він написав пісню «Sane» для фільму 1998 року Хвиля пристрасті. Ідея проєкту вперше народилася в 1991 році, коли Йошікі записувався у своїй студії з Міком Карном і Джейн Чайлд, але була відкладена. Музичний стиль проєкту включає злиття тріп-року, брейкбіту та класичної музики.
У вересні 2002 року він приєднався до танцювальної поп-групи Тецуї Комуро Globe. Його єдиним внеском був сингл «Seize the Light», і після запису альбому вони призупинили свою діяльність, а Йошікі пішов з гурту. Йошікі провів симфонічні концерти з Токійським філармонічним оркестром на Токійському міжнародному форумі 3 і 4 грудня. За участю співачок Daughter і Ніколь Шерзінгер вони виконали оркестрові аранжування та пісні, створені для Violet UK, такі як «Unnamed Song», яка була написана, щоб оплакувати жертв терактів 11 вересня, і «I'll Be Your» Love», яка була випущена наступного року як дебютний сингл для американо-японської співачки Dahlia, а пізніше була використана як офіційна тема Всесвітньої виставки у 2005 році.
У 2003 і 2004 роках він створив пісні «Kimi Dake Dakara» і «Sekai no Owari no Yoru ni» для трансляції з нагоди 50-річчя NHK і 90-річчя Takarazuka Revue. У 2004 році він допоміг продюсувати південнокорейський рок-гурт TRAX, а його композиція «Tears» була використана як пісня для південнокорейського фільму «Дозвольте познайомити вас зі своєю дівчиною» (내 여자친구를 소개합니다), ставши першою японською піснею, яка прозвучала в корейському фільмі після Другої світової війни. У 2005 році його другий класичний сольний альбом під назвою Eternal Melody II був випущений 23 березня. Наступного дня Йошікі диригував оркестром Super World на церемонії відкриття Всесвітньої виставки у виконанні класичної версії «I'll Be Your Love». У грудні пісня Violet UK «Sex and Religion» була випущена через iTunes Store, а незабаром після цього «Mary Mona Lisa» неофіційно через Myspace.
У 2006 році Йошікі оголосив, що він збирається створити групу під назвою S.K.I.N. разом зі співаком Ґактом, незабаром після цього до них приєднався Суґізо. На фестивалі JRock Revolution 25 травня 2007 року, який організував Йошікі, було оголошено, що до гурту приєднується гітарист Міяві. На гурт покладалися високі сподівання, наприклад, бути першим азійським гуртом, який підкорить світові чарти, починаючи з Америки, і очолити рок-революцію та розпочати нову еру рок-н-ролу, відкривши світовий ринок для японських виконавців. Але після їхнього дебютного виступу 29 червня 2007 року на Anime Expo в Лонг-Біч гурт перестав бути активним.

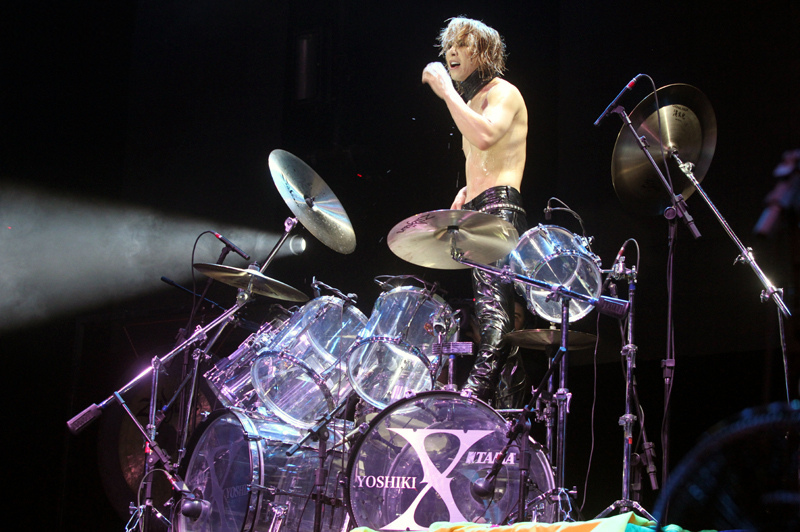
Йошікі за ударною установкою під час концерту X Japan у 2011 році в Сан-Паулу після возз’єднання гурту в 2007 році

У тому ж році він став співпродюсером саундтреку до фільму «Катакомби» 2007 року, який включав пісню Violet UK «Blue Butterfly». 22 жовтня 2007 року учасники X Japan возз'єдналися та вперше за понад 10 років для зйомок промо-відео для їхнього нового синглу «I.V.», який був створений для американського фільму жахів «Пила 4». 20 вересня 2007 року під час передпоказу фільму Катакомби в Японії було оголошено, що Йошікі продюсуватиме рок-мюзикл 2008 року «Ріпо! Генетична опера» та саундтрек до нього, а також напише одну додаткову пісню для нього. У 2009 році він написав пісню «Blue Sky Heaven» для 30-ї річниці програми Nippon TV, а для японського історичного фантастичного фільму «Goemon» він написав пісню «Rosa», яка була випущена 29 квітня через iTunes. Того року він також знову співпрацював з Mugen Motorsports і конструктором гоночних автомобілів Dome для чемпіонату серії Super GT. У липні 2009 року йому довелося зробити операцію через вислизання міжхребцевого диска на шиї, і лікарі сказали йому утримуватися від важкої гри на барабанах. Його шия була настільки сильно пошкоджена, що його менеджмент заявив, що це «змусить професійного регбіста піти на пенсію».

### 2010–2017: сольна кар’єра та Yoshiki Classical

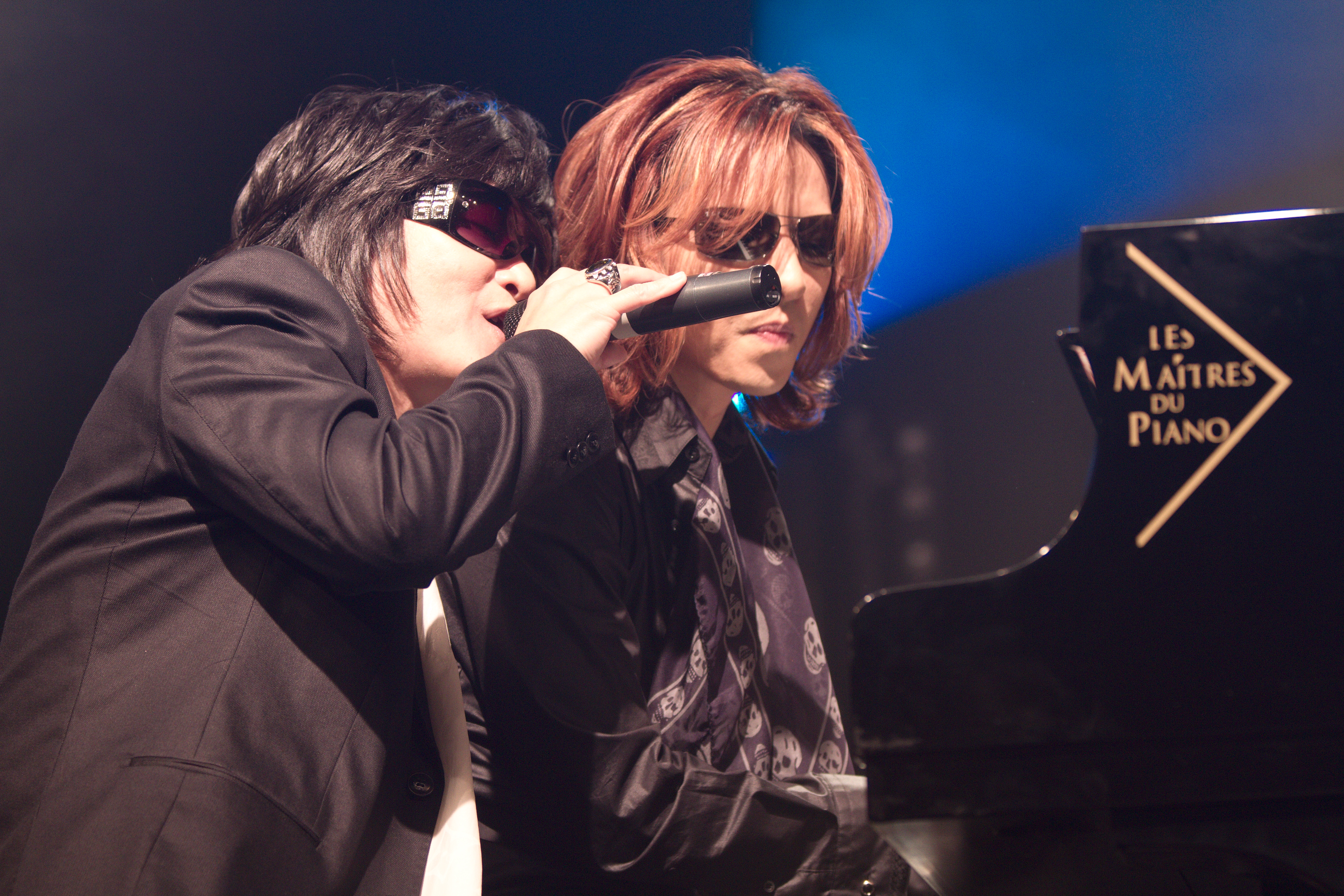
Йошікі і Тоші виступають на Japan Expo в 2010

У 2010 році Йошікі з Тоші виступили на Japan Expo в Парижі 4 липня. У жовтні він знепритомнів у своєму готельному номері під час туру X Japan. Було повідомлено, що це сталося через гіпертиреоїдизм, який йому діагностували раніше, але він це приховував. Він знову об’єднався з Тоші 24 і 25 січня 2011 року на першому вечірньому шоу високого класу для їхнього проєкту ToshI feat. Yoshiki, де був використаний оркестр, а пізніше був випущений концертний альбом шоу. 6 березня Йошікі організував спільно з фешн-продюсером Jay FR модний і музичний захід «Asia Girls Explosion» на національній гімназії Йойогі. На заході було багато спеціальних запрошених моделей, також як модель був запрошений Мерлін Менсон. Були представлені кімоно, розроблені Йошікі та виступали X Japan і Violet UK. 27 травня на станції Boneyard Sirius XM було запущено «Yoshiki Radio». Годинна програма, яку веде Йошікі, виходила в ефір кожної першої неділі місяця. 21 липня на San Diego Comic-Con International Йошікі представив серію коміксів Blood Red Dragon, яка була створена у співпраці з легендами американських коміксів Стеном Лі та Тоддом Макфарлейном, і зображувала Йошікі як одного з супергероїв.

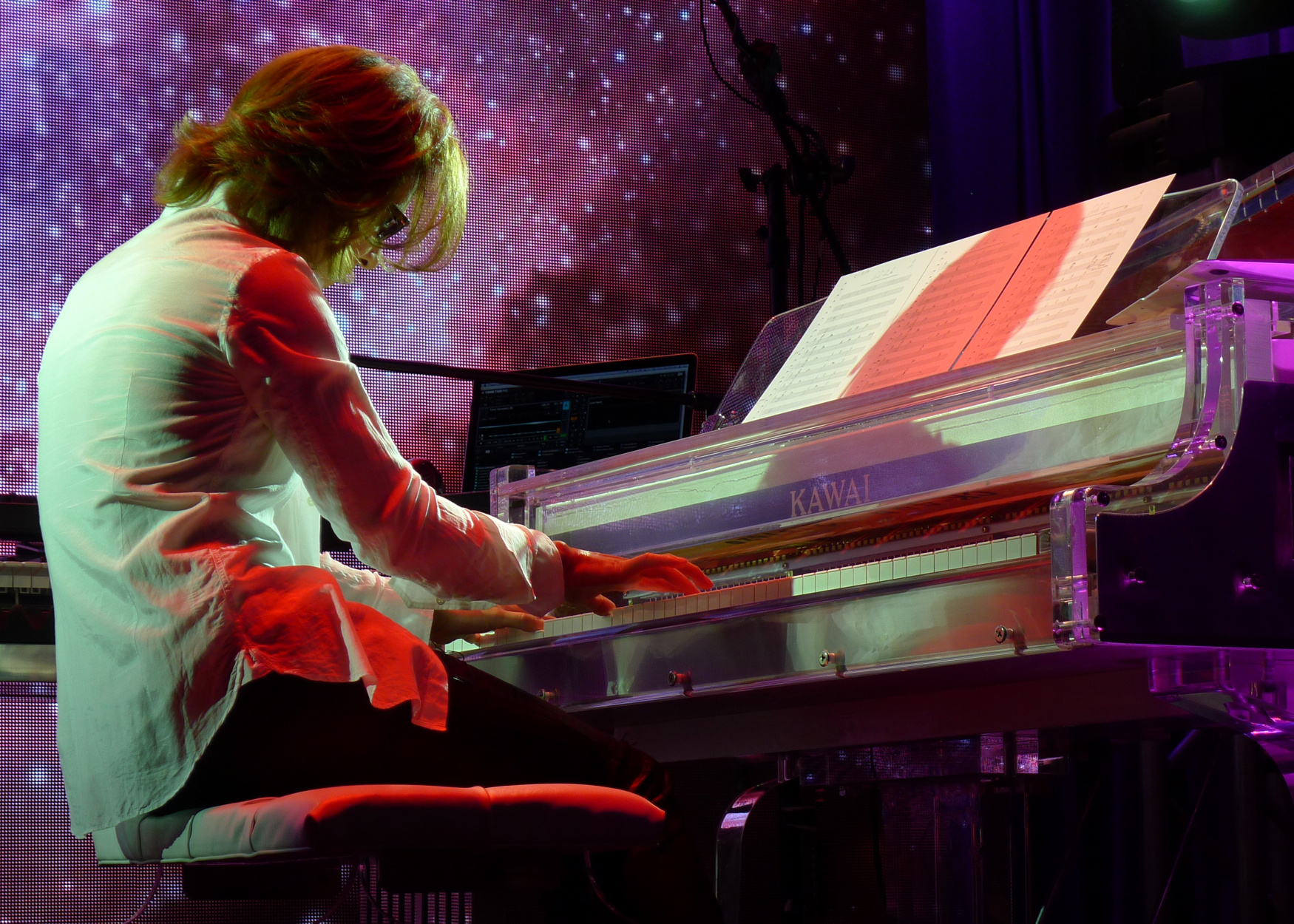
Йошікі -виступає в Музеї Ґреммі в 2013 році

У 2012 році Йошікі склав пісню для 69-ї церемонії вручення премії «Золотий глобус», а 15 січня 2013 року тема була офіційно випущена через iTunes у 111 країнах, а всі виручені кошти були передані благодійним організаціям, обраним Голлівудською асоціацією іноземної преси. Воскова фігура Йошікі була представлена в Музеї воскових фігур Мадам Тюссо в Гонконзі в травні 2012 року. У 2013 році фігуру Йошікі було перенесено в Токіо. 27 серпня 2013 року вийшов третій класичний студійний альбом Yoshiki Classical. Він дебютував під номером 1 у чарті iTunes Classical Musica в 10 різних країнах. На святкування його випуску в Музеї Ґреммі відбувся спеціальний живий виступ.
14 березня 2014 року на фестивалі South by Southwest в Остіні, штат Техас, Йошікі виконав дуетну фортепіанну п'єсу під час свого концерту в ресторані Qui; де одну частину грав він, а іншу його голограма. 25 квітня Йошікі розпочав своє перше класичне світове турне в Коста-Меса, Каліфорнія, і продовжив по всьому світу, відвідавши Сан-Франциско, Мехіко, Москву, Берлін, Париж, Лондон, Шанхай, Пекін, Бангкок, Тайбей, Токіо та Осаку. Виступи включали класичні версії його пісень, а також твори багатьох відомих композиторів. Для японського анімаційного фільму Saint Seiya: Legend of Sanctuary Йошікі написав пісню «Hero», і вона була випущена під час туру. У жовтні 2014 року Йошікі виступив із концертом у Madison Square Garden разом із X Japan. Це був найбільший виступ групи в США. У листопаді 2014 року Йошікі представив офіційну пісню Hello Kitty «Hello Hello» на першому Hello Kitty Con. Він був почесним гостем на Comikaze Expo Стена Лі.
У квітні 2015 року Йошікі був запрошений як артист і доповідач на Саміті Нової Економіки. У липні він виступав на Hyper Japan Festival у Лондоні разом із Тоші. Йошікі виступав зі струнним квартетом на кінофестивалі Sundance 2016. Прем’єра фільму «We Are X» про X Japan і Йошікі відбулася на кінофестивалі «Санденс», фільм був відібраний для конкурсу документальних фільмів світу. У листопаді 2016 року він отримав нагороду Asian Icon Award на церемонії вручення нагород Classic Rock Roll of Honor Awards у Токіо У 2016 році Йошікі вирушив у чергове класичне світове турне з виступами в Токіо та Осаці  та шоу в Гонконзі, яке було скасовано через помилку промоутера та перенесено як безкоштовний концерт на 30 грудня.
Другий сольний класичний тур Йошікі розпочався в Осака-Джо Холл 5 грудня 2016 року, продовжився трьома виступами на Токійському міжнародному форумі 6, 7 і 8 грудня, і виступі на AsiaWorld-Expo в Гонконзі 29 грудня, і Карнеґі-хол у Нью-Йорк 12 і 13 січня. Виступи в Карнеґі-холі включали Токійський філармонічний оркестр. Грудневі концерти в Токіо мали великий успіх, але концерт у Гонконзі 29 грудня довелося скасувати за дві години до шоу. Скасування відбулося через помилку промоутера при подачі заявки на отримання ліцензії на розважальні програми, необхідної для проведення шоу. Однак дата була виконана наступного дня, 30 грудня, Йошікі виступив безкоштовно, власникам квитків було повернуто гроші, вперше для великого музичного артиста, який зробив подібну річ у Гонконгу. Концерти в Карнегі Холі 12 і 13 січня пройшли з аншлагом. Йошікі також включив у шоу несподіване виконання «The Star-Spangled Banner» після щирої промови про його особисте прагнення до американської мрії.

### 2017–2022: «Red Swan», «Miracle» та The Last Rockstars
У березні 2017 року Йошікі виступав зі струнним квартетом із чотирьох учасників на церемонії вручення кінопремій Asia Film Awards у Гонконзі. Під час цих виступів він втратив чутливість у лівій руці, і йому повторно діагностували стеноз хребетного каналу. У травні 2017 року було оголошено, що 16 травня в Лос-Анджелесі Йошікі проведуть екстрену операцію по заміні штучного міжхребцевого диска. Через що всі майбутні події, заплановані на травень, було скасовано. Операція пройшла успішно, його післяопераційна рана мала зажити за шість тижнів, а за шість місяців він мав одужати на 90%. Однак період відновлення від болю в руці міг зайняти невизначений час.
У липні 2017 року Йошікі дав шість концертів із X Japan. Він також провів серію з семи вечірніх шоу в Осаці, Нагої та Токіо. У жовтні 2017 року Йошікі завершив тур по 10 країнах Європи, рекламуючи документальний фільм про X Japan We Are X.
28 липня 2018 року Йошікі співпрацював зі Skrillex для виконання композицій «Endless Rain» і «Scary Monsters And Nice Sprites» на фестивалі Fuji Rock в Ніїґаті. 3 жовтня Йошікі випустив пісню «Red Swan» за участю Хайда, яка стала опенінгом третього сезону аніме Attack on Titan, досягнувши першого місця у рок-чартах iTunes у 10 країнах. 16 листопада версія Сари Брайтман композиції Йошікі «Miracle» потрапила в топ-10 класичних чартів у 15 країнах, а Йошікі було оголошено запрошеним виконавцем у світовому турне Сари Брайтман у 2019 році в окремих містах США та Японії. Напередодні Нового року 2018 року він виступав у телешоу Kouhaku Uta Gassen, де вперше в історії шоу він був учасником і червоної, і білої команд, об’єднавшись із Хайдом для виконання «Red Swan», а потім з Сарою Брайтман для «Miracle».
У січні 2019 року було оголошено, що Йошікі співпрацюватиме напише пісню для четвертої частини серії фільмів Віна Дізеля xXx. У березні 2019 року нью-йоркська станція PBS WNET Thirteen показала прем’єру одногодинної версії його концерту в Карнеґі-холі 2017 року. У 2019 році Йошікі зіграв партію на фортепіано для сингла Хайда «Zipang».
У листопаді 2019 року YouTube Originals оголосив, що випустить документальний серіал «Йошікі — життя японської рок-зірки» в березні 2020 року. У грудні 2019 року Йошікі з'явився на сцені з Kiss під час їхнього світового туру End of the Road, він грав на фортепіано для «Beth» і на барабанах для «Rock and Roll All Nite» в Tokyo Dome і Kyocera Dome Osaka. Пізніше вони співпрацювали для телевізійного новорічного виступу «Rock and Roll All Nite» під назвою «YoshiKiss» на NHK 70th Kouhaku Uta Gassen.
У січні 2020 року Йошікі написав і продюсував дебютну пісню «Imitation Rain» для джей-поп групи SixTones, яка посіла перше місце в чартах Oricon і Billboard Japan Hot 100 і була продана 1,3 мільйонами фізичних копій за перший тиждень.
У березні 2020 року Йошікі співпрацював з Боно, will.i.am і Дженніфер Хадсон,над піснею «Sing For Life», записаною дистанційно чотирма музикантами, щоб підняти настрій під час пандемії COVID-19. У серпні 2020 року St. Vincent і Йошікі співпрацювали над класичним аранжуванням її пісні «New York». У вересні 2020 року на сервісі Disney+ відбулася прем’єра «Disney — My Music Story:Yoshiki», у якому представлені нові аранжування Йошікі тем із фільмів Disney «Король Лев» і «Крижане серце». У листопаді 2020 року фотокнига Йошікі «XY» із роботами американського фотографа Мелані Пуллена посіла перше місце в тижневому книжковому чарті Oricon.
Прем’єра онлайн-концерту Йошікі під назвою Under the Sky записаного разом з Мериліном Менсоном, The Chainsmokers, Ніколь Шерзінгер, Ліндсі Стірлінг, Scorpions, Хайдом, Суґізо, Сарою Брайтман, SixTones і St. Vincent була перенесена з грудня 2020 року через затримки після виробництва через COVID-19. 31 грудня 2020 року Йошікі виконав пісню X Japan «Endless Rain» на Kouhaku Uta Gassen з Роджером Тейлором і Браяном Меєм із Queen, Сарою Брайтман, Babymetal, SixTones, Lisa та Milet. У жовтні 2021 року Йошікі виконав пісню «Miracle» на фортепіано для 40-річчя BMW Japan.
У жовтні 2022 року Yoshiki та NTV розпочалось шоу-конкурс талантів «Yoshiki Superstar Project X». 11 листопада було оголошено про створення нової супергрупи під назвою The Last Rockstars, до якої увійшли Йошікі, Хайд, Міяві та Суґізо. Група випустила свій перший сингл «The Last Rockstars (Paris Mix)» у грудні того ж року. У січні 2023 року група розпочала свій перший міжнародний тур із аншлагами у Токіо, Нью-Йорку та Лос-Анджелесі.

### 2023 – дотепер: класичне світове турне та режисерський дебют
23 лютого 2023 року Йошікі виступив з основною промовою на конференції Стенфордського університету на тему «Майбутнє соціальних технологій». 15 травня 2023 року Йошікі оголосив про своє класичне світове турне під назвою «Yoshiki Classical 10th Anniversary World Tour with Orchestra 2023 «Requiem». Тур відбувся в жовтні та включав шоу в Tokyo Garden Theatre, Альберт-гол, Театрі «Долбі» і Карнеґі-хол. Еллі Голдінг і St. Vincent приєдналися до Йошікі на сцені Альберт-гол як запрошені вокалістки, а концерт транслювався по всьому світу на платформі On Air і в Японії на Wowow. Він також оголосив про випуск двох синглів: «Requiem», класичного синглу, присвяченого його матері, і «Angel», першого синглу X Japan за вісім років.
20 червня на Yoshiki Channel було анонсовано дебютний сингл бойз-бенду XY, продюсером якого є Yoshiki. Пісня під назвою «Crazy Love», написана Йошікі, була випущена 30 червня. 2 липня Йошікі з'явився на Anime Expo і продемонстрував обкладинку для «Requiem» з художником Амано Йошітакою. 15 липня Йошікі виступив на виставці Japan Expo, разом із XY та французькою оперною співачкою Серафін Котрез.
У липні 2023 року після того, як Ілон Маск перейменував Twitter у «X», було повідомлено, що японська філія компанії, яка до цього називалась «Twitter Japan», буде перейменована в «X Japan». Це призвело до того, що Йошікі прокоментував у Twitter: «Я думаю, що це вже є торговою маркою». У зв’язку з тим, що група має торгову марку «X Japan», повідомляється, що «Twitter Japan» змінить назву на «X Nippon». Йошікі сказав в інтерв'ю Consequence, що він поважає Маска і вважає, що шанувальники повинні визначити назву платформи. Сингл X Japan «Angel» було випущено 28 липня.
2 серпня Йошікі анонсував прем'єру повнометражного документального фільму-концерту «Yoshiki: Under the Sky», який є дебютом музиканта як режисера. Були анонсовані прем’єри фільму в Нью-Йорку, Лондоні та Лос-Анджелесі. 4 серпня 2023 року The Last Rockstars випустили свій другий сингл «Psycho Love» та оголосили про тур США та Японією, запланований на листопад.
14 вересня Йошікі став першим японським артистом, якого вшанували церемонією відбитка руки та стопи в Китайському театрі TCL в Голлівуді з моменту започаткування цієї традиції в 1927 році. Він присвятив це своїм батькам і колишнім учасникам гурту X Japan Хіде і Тайджі. 14 листопада Йошікі отримав нагороду Icon Award на Міжнародному азійському кінофестивалі Stars Asian Film Festival в Лос-Анджелесі. 28 листопада Йошікі отримав нагороду MAMA як улюблений міжнародний виконавець і виконав пісню «Endless Rain» з виконавцями к-поп виконавцями Техьоном та Хюнін Каєм з Tomorrow X Together, Джехьоном з Boynextdoor, Ентоном з Riize та Хан Юджіном з Zerobaseone.
8 січня 2024 року компанія Sanrio оголосила, що Йошікі напише пісню до 50-ї річниці Hello Kitty. 27 березня Variety обрало Йошікі лауреатом Міжнародних досягнень у музиці 2024 року. 16 квітня Йошікі виконав національний гімн США на Доджер-Стедіум в Лос-Анджелесі.

## Вплив
Коли його запитали, які альбоми найбільше вплинули на нього, Йошікі назвав Led Zeppelin IV від Led Zeppelin, Alive! від Kiss і Killers від Iron Maiden. Йошікі заявив, що йому подобаються «елементи панку» в альбомах Iron Maiden і що їхня робота привела його до панк-року. Близько 1984 року він захопився панк-рок-групами з Великобританії та Японії, такими як The Exploited, Chaos UK, Discharge, GISM і Gauze. Він також згадав Sex Pistols, The Clash і G.B.H. як його улюблені гурти.
Йошікі також назвав «Незакінчену» симфонію Шуберта та симфонію № 5 Бетховена як впливові. Також його улюбленими класичними композиторами є Бах, Шенберг, Берг, Чайковський, Моцарт, Рахманінов і Шопен.
Він назвав Джона Бонема своїм найбільшим натхненником гри на барабанах і вказав Козі Павелла як причину, чому він почав грати на бас-барабані. Йому також подобаються Пітер Крісс, Шуїчі Муракамі, Джун Аояма з T-Square і Мінато Масафумі з Dead End. Він назвав Джорджа Вінстона, Кіта Джарретта, Володимира Горовіця та Мішібу Сатоші з Kinniku Shōjo Tai як своїх улюблених піаністів. The Köln Concert Кіта Джаррета надихнув його на вивчення теорії джазу та імпровізації. Він також вивчав джазове фортепіано у Діка Маркса та Шеллі Берґ.

## Написання пісень і композиція
Йошікі пише свої пісні вручну, записуючи партитуру на папері перед тим, як продемонструвати учасникам гурту чи співавторам. У 1990-х роках він експериментував з різними псевдонімами для авторства пісень, включаючи вигадані імена, такі як Хітомі Шіраторі («Tears» X Japan), Рей Шіраторі («Shake Hand» L.O.X.) і Томомі Тачібана («Shinku no Hana» Шізуки Кудо), щоб відокремити його рок-образ від його «м'якших» робіт.
Він написав тексти та музику для багатьох виконавців, зокрема Glay («Rain»), Dir En Grey та Сейко Мацуди.

## Благодійність
Йошікі розпочав свою благодійну діяльність через те, що в дитинстві втратив свого батька, який покінчив життя самогубством. Йошікі сказав, що хоче підтримати дітей, які мали травматичний досвід, як і він.
У 2009 році він запросив 200 дітей-сиріт відвідати два концерти X Japan у січні в Гонконзі та пожертвував гроші благодійній організації для сиріт. 29 і 31 березня він відвідав місто в провінції Сичуань, Китай, яке було зруйноване землетрусом у 2008 році, і подарував музичні інструменти школам у цьому районі. Він запросив дітей із місцевих дитячих будинків у Тайбеї, Тайвань, бути спеціальними гостями на концерті X Japan 30 травня. У 2010 році він заснував Yoshiki Foundation America, каліфорнійську благодійну організацію. 1 липня фонд організував благодійну вечірку для шанувальників у Club Nokia, Лос-Анджелес, під час якої заохочували людей робити пожертви. У 2011 році для надання допомоги постраждалим від великого тохукського землетрусу благодійний фонд Йошікі спільно з Yahoo! Japan організувала аукціон зі збору коштів для допомоги Японії, і всі кошти були надіслані японському Червоному Хресту. Йошікі виставив на аукціон одне зі своїх піаніно Kawai Crystal Grand CR-40, яке продали за 134 931 долар.
У 2014 році Yoshiki Foundation America співпрацювала з MusiCares Foundation в аукціоні для приватної вечері з Йошікі. Двом, хто запропонував найвищу суму, було запропоновано провести вечерю з Йошікі. Аукціон зібрав 62 000 доларів для Grammy Foundation і MusiCares. У 2017 році фонд Yoshiki Foundation America пожертвував 100 000 доларів США на допомогу жертвам урагану Гарві через фонд MusiCares. У 2018 році благодійний фонд пожертвував 10 мільйонів єн на допомогу жертвам повені в Японії і ще 10 мільйонів єн на допомогу у відновленні після землетрусу в окрузі Ібурі 2018 року.
У квітні 2019 року Йошікі пожертвував 87 900 доларів на ліквідацію лісової пожежі в провінції Канвон, Корея. У червні 2019 року Йошікі відвідав Frost School of Music при Університеті Маямі, де зробив пожертву в розмірі 150 000 доларів і провів майстер-клас для студентів, де порадив майбутнім музикантам «грати кожен концерт так, ніби він останній». У серпні 2019 року Йошікі пожертвував 10 мільйонів єн на допомогу жертвам підпалу Kyoto Animation і 100 000 доларів в фонд лісів Амазонії Earth Alliance, щоб запобігти знищенню тропічних лісів Амазонки. У вересні 2019 року Йошікі пожертвував 10 мільйонів єн на допомогу постраждалим від стихійного лиха у своєму рідному місті Чіба після тайфуну Факсай, а пізніше, повернувшись до Японії, працював як волонтер на місці відновлення. У жовтні 2019 року Йошікі пожертвував 10 мільйонів єн на допомогу Японії у відновленні після тайфуну Хагібіс. У грудні 2019 року Йошікі був названий одним із 30 героїв філантропії за версією Forbes Asia за його внесок у «допомогу постраждалим від стихійних лих, дитячім будинкам та лікуванню дітей із захворюваннями кісткового мозку».
У січні 2020 року Йошікі пожертвував 50 000 доларів Австралійському Червоному Хресту на допомогу постраждалим від лісових пожеж і 50 000 доларів Фонду захисту тропічних лісів. У березні 2020 року він пожертвував 100 000 доларів у фонд Академії звукозапису MusiCares COVID-19 та 24 000 доларів для кількох закладів Meals on Wheels у Південній Каліфорнії. Того ж місяця музикант також пожертвував 10 мільйонів єн Японському Червоному Хресту через дев'ятої річниці великого землетрусу в Східній Японії. У квітні 2020 року Йошікі пожертвував 10 мільйонів єн Японському національному центру глобального здоров’я та медицини. У травні 2020 року Йошікі розказав The Japan Times про свою благодійну діяльність: “Якщо ви маєте певний вплив на людей, я вважаю, що вам краще оголосити про це. Роблячи це, ви можете забезпечити обізнаність про ситуацію, а також поінформувати людей про благодійні організації, які підтримують цю справу, і люди також можуть надихнутися вашими діями”, - сказав Йошікі. «Мета полягає в тому, щоб зробити якомога більше добра для інших».
У березні 2021 року уряд Японії нагородив Йосікі медаллю з темно-блакитною стрічкою за його благодійну діяльність через Yoshiki Foundation America. Того ж місяця Йошікі та MusiCares оголосили про створення щорічного гранту в розмірі 100 000 доларів для створення програми допомоги музикантам та людям з музикальної індустрії, які страждають від проблем з психічним здоров’ям.
У січні 2024 року Йошікі пожертвував 10 мільйонів єн японському Червоному Хресту на підтримку територій, які постраждали від землетрусу на півострові Ното. На церемонії у китайському театрі TCL 9 січня Йошікі оголосив, що продасть на аукціоні своє виготовлене на замовлення кришталеве фортепіано Kawai, щоб зібрати більше коштів для ліквідації наслідків землетрусу та реконструкції, зібравши додатково 40 мільйонів єн. У квітні 2024 року Йошікі пожертвував 10 мільйонів єн Червоному Хресту на підтримку постраждалих від землетрусу на Тайвані.

### Допомога Україні під час вторгнення Росії у 2022 році
Йосікі оголосив, що він пожертвує 10 мільйонів єн (приблизно 75 300 доларів США) Міжнародній організації з міграції (МОМ). У лютому він пожертвував 10 мільйонів єн до Фонду надзвичайної гуманітарної кризи в Україні, довівши загальну суму, яку він пожертвував на допомогу Україні, до 20 мільйонів єн (близько 150 500 доларів США).
Музикант прокоментував: «Важко святкувати свята, коли я знаю, що є люди, які страждають. Я сподіваюся, що цей подарунок підтримає людей, які цього потребують, і сподіваюся, що цей благодійний рух продовжуватиме поширюватися та надихати інших допомагати. Я молюся за всіх цих людей, які постраждали від війни, і сподіваюся, що ця пожертва допоможе будь-яким можливим способом».

## Мода

### Yoshikimono
У 2011 році Йошікі представив Yoshikimono, лінію кімоно, натхненну роком, на модному заході Asia Girls Explosion у співпраці з Tokyo Girls Collection. Йошікі створив модний бренд, щоб віддати належне своїм батькам, які володіли магазином кімоно, коли він був дитиною. Колекція дебютувала на Токійському тижні моди з її першим показом під час фіналу Mercedes-Benz Fashion Week 2015 у Токіо та наступним на відкритті Amazon Fashion Week Tokyo 2017. Yoshikimono відкрив Тиждень моди в Токіо 2020 S/S третьою колекцією бренду, в якій були представлені кімоно, створені навколо персонажів аніме-серіалу Attack on Titan та серії коміксів Blood Red Dragon, створених Стеном Лі.
У лютому 2020 року Yoshikimono було оголошено частиною виставки Музею Вікторії та Альберта «Kimono: Kyoto to Catwalk» у Лондоні. У червні 2020 року Yoshikimono було представлено в історичній ретроспективі «Кімоно» Токійського національного музею. У листопаді 2022 року Yoshikimono були представлені у гастрольній версії виставки V&A, представленої в музеї Quai Branly – Жака Ширака в Парижі.

### Maison Yoshiki Paris
4 липня 2023 року Йошікі оголосив про створення свого бренду високої моди Maison Yoshiki Paris. Бренд також вироблятиме келихи для вина та шампанського у співпраці з Baccarat. У лютому 2024 року Maison Yoshiki Paris дебютував на Міланському тижні моди осінь/зима 2024/25 в університеті Бокконі.

### Робота моделлю
У серпні 2017 року Йошікі став першим чоловіком японцем, який з’явився на обкладинці Vogue Japan.
У жовтні 2018 року Йошікі був моделлю на відкритті Yves Saint Laurent YSL Beauty Hotel у Токіо, беручи участь у демонстрації жіночого макіяжу, нанесеного директором салону краси Yves Saint Laurent Томом Пеше.
У вересні 2020 року Йошікі з’явився на обкладинці модного журналу Numero Tokyo, а в жовтні 2020 року Kodansha анонсувала модну фотокнигу Йошікі XY, зняту в маєтку Paramour у Лос-Анджелесі.

## Інструменти
Tama Drums створили виготовлену на замовлення акрилову барабанну установку для Йошікі для виступів. Йошікі визнав, що прозорі акрилові оболонки чудово підходять для зовнішнього вигляду, дозволяючи освітленню сцени забарвлювати його барабани різними відтінками, але не є ідеальними для звуку. Він пояснив, що на прозорих барабанах важко грати, тому що вони не мають звуку звичайних дерев’яних і не дуже міцні. Оскільки вони вимагають набагато більше фізичного удару, щоб забезпечити гарний звук, це призводить до того, що вони можуть бути сильно пошкоджені лише після одного концерту. У концертній установці Йошікі використовє: два 24-дюймові бас-барабани, 14-дюймовий малий барабан, і п’ять том-томів. Однак у студії він використовує лімітовані титанові барабани Kitano під назвою Tama Artstar II "Titan Body".
Йошікі сказав, що вважає себе грув-барабанщиком. Зазвичай він носить шийний бандаж, коли грає на барабанах; в результаті багаторічної гри на барабанах з хедбенгінгом він пошкодив шию і йому довелося зробити операцію. У 2015 році Йошікі заявив, що він більше автор пісень, ніж барабанщик.
Йошікі зазвичай виступає на роялі Kawai Crystal II Grand Piano CR-40A. Kawai також виготовляє рояль моделі Yoshiki з традиційним дерев’яним дизайном.
У нього постійно німіють два пальці на лівій руці, що, за його словами, ускладнює гру на фортепіано. Він також страждає від хронічного тендиніту правої руки, через що в майбутньому він може втратити можливість грати на музичних інструментах.

## Дискографія

### Сольні роботи
| РІк випуску | Назва             | Місце в чартах                               |
| ----------- | ----------------- | -------------------------------------------- |
| 1993        | Eternal Melody    | Oricon: 6                                    |
| 2005        | Eternal Melody II | Oricon: 14                                   |
| 2013        | Yoshiki Classical | Oricon: 4 Billboard Top Classical Albums: 21 |

| Рік випуску | Назва                   | Місце в Oricon |
| ----------- | ----------------------- | -------------- |
| 1991        | Yoshiki Selection       | 17             |
| 1993        | A Music Box For Fantasy | —              |
| 1996        | Yoshiki Selection II    | 17             |

| Рік випуску | Назва                                                  | Місце в чартах                 | Альбом            |
| ----------- | ------------------------------------------------------ | ------------------------------ | ----------------- |
| 1993        | «Amethyst» (виконав Лондонський філармонічний оркестр) | Oricon: 5                      | Eternal Melody    |
| 1994        | «Foreign Sand» (з Роджером Тейлором)                   | Oricon: 13 UK Albums Chart: 26 | Happiness?        |
| 2013        | «Golden Globe Theme»                                   | —                              | Yoshiki Classical |
| 2018        | «Red Swan» (feat. Hyde)                                | Oricon: 4                      | Неальбомний сингл |

### Роботи в групах

#### X Japan

##### Студійні альбоми
- Vanishing Vision (1988)
- Blue Blood (1989)
- Jealousy (1991)
- Art of Life (1993)
- Dahlia (1996)

#### Сингли
- I’ll Kill You (1985)
- オルガズム (1986)
- 紅 (1989)
- Endless Rain (1989)
- Week End (1990)
- Silent Jealousy (1991)
- Standing Sex / Joker (1991)
- Say Anything (1991)
- Tears (1993)
- Rusty Nail (1994)
- Longing ～跡切れた Melody～ (1995)
- Longing ～切望の夜～ (1995)
- Dahlia (1996)
- Forever Love (1996)
- Crucify My Love (1996)
- Scars (1996ї)
- Forever Love (Last Mix) (1997)
- The Last Song (1998)
- Forever Love (1998)
- Scars (1998)
- Forever Love (2001)
- I.V. (2008)
- Scarlet Love Song -Buddha Mix- (2011)
- Jade (2011)
- Born to Be Free (2015)

#### Violet UK
- "Sex and Religion (Test Mix)" (2005)
- "Blue Butterfly" (2007)
- "Rosa -Movie Mix-" (2009)

#### L.O.X.
- Shake Hand(барабанщик як Рей Шіраторі, 1990 рік)
- Tribute to Masami Kegare naki Buta-tomodachi e!! (барабани у Kokoro Talk як Рей Шіраторі, 2002 рік)

#### Globe
- Seize the Light (2002)
- 8 Years: Many Classic Moments (2002)
- Get It on Now (feat. Keiko, 2003)
- Level 4 (2003)

ToshI feat. Yoshiki
- Crystal Piano no Kimi (2011)
- ToshI feat. Yoshiki Special Concert Luxury Box Set (2011)
- Haru no Negai/I'll Be Your Love (2011)